# Центральная улица (Фрязино)
Центра́льная у́лица — улица в городе Фрязино Московской области. Образована в 1930-х годах, северная часть улицы застроена преимущественно двух-, трехэтажной застройкой конца 1940-х — начала 1950-х годов, южная часть улицы застроена преимущественно в 1960-х — 1980-х годах.

## Расположение
Улица расположена в центральной части города, она находится как бы «по центру» старой части городской застройки, образуя ось. Проходит с юга на север. Начинается от пересечения с Советской улицей. Далее, с юга на север улицу пересекают/к ней примыкают следующие улицы: Октябрьская, Школьная, Дудкина, Ленина, Спортивный проезд. Улица заканчивается перпендикулярным пересечением с Вокзальной улицей.

## Здания, сооружения, предприятия и организации

### Нечётная сторона
- Дом 27. Жилой дом 1961 года постройки, бывшее общежитие НПП «Исток», известен как «Дом молодоженов». На первом этаже расположен медицинский центр «Аудиомед».[2]
- Дом 23. Жилой дом. На первом этаже — детская библиотека ЦБС г. Фрязино.[3]
- Дом 19. Жилой трехэтажный дом 1953 года постройки, известен как "Дом со шпилем/Дом с башенкой.[4]
- Дом 3. Жилой двухэтажный дом на 8 квартир, 1938 года постройки. Старейшее сохранившееся здание на улице.[5]

### Чётная сторона
- Дом 28А. Социально-реабилитационный центр для несовершеннолетних «Теплый дом».[6]
- Дом 12. Жилой трехэтажный дом 1961 года постройки, на первом этаже расположен МФЦ г. Фрязино.[7]
- Дом 8Б. Детский сад № 5.

### Бывшие здания
- Дом 11. Снесённое ныне здание Школы № 1 (1938 года постройки). На данный момент — пустырь, обнесенный забором и планируемый под жилую застройку.

### Транспорт
По Центральной улице проходят маршруты городских автобусов № 1, 2, 3, 14, а также на участке от пересечения с улицей Ленина до поворота на улицу Школьную автобуса № 361 Фрязино — Москва, имеющего на улице остановку «Школа».